# Hiparco de Eubea
Hiparco de Eubea (en griego: Iππαρχος) fue un euboico filomacedonio del siglo IV a. C., uno de los partidarios más leales de Filipo II de Macedonia en la isla de Eubea, quien lo recompensó por su celo nombrándolo, junto con Automedonte y Clitarco, gobernante, o, como Demóstenes los llamó tiranos, de Eretria, apoyados por una fuerza de tropas mercenarias. Según una anécdota de Plutarco, el rey macedonio guardaba una relación cálida con él.